# Nikolai Malko
Nikolai (Mykola) Malko (født 4. maj 1883, død 23. juni 1961) var dirigent. Nikolai Malko blev født i Brailiv, Vínnitsja oblast, i Ukraine. Faderen var ukrainer og moderen russer.
Efter uddannelse på konservatoriet i St. Petersborg blev han i 1909 tilknyttet Mariinskij-teatret som dirigent. Han underviste ved konservatorierne i Vitebsk og Moskva, og var dirigent ved Leningrads symfoniorkester, men forlod i 1929 Sovjetunionen for ikke siden at vende tilbage.
Under opholdet i Vesten boede han i Wien, Prag og København. I København bidrog han til opbygningen af Radiosymfoniorkesteret, hvor han havde titel af permanent gæstedirigent.
Ved udbruddet af 2. Verdenskrig flyttede han til USA.
Efter krigen foretog han adskillige indspilninger med Radiosymfoniorkestret og London filharmonikerne.
Den internationale Malko-konkurrence for unge dirigenter er opkaldt efter ham. DR har afholdt den hvert fjerde eller tredje år siden 1965.